# Ténébrax
Ténèbrax est une série de bande dessinée créée par les Français Jacques Lob (scénario) et Georges Pichard (dessin). Publiée pour la première fois dans le premier numéro de l'hebdomadaire Chouchou daté du 12 novembre 1964, sa publication est interrompue au dixième numéro daté du 1er avril 1965 et sa dernière histoire inédite est publiée en italien dans le mensuel Linus en 1970. Elle a été recueillie en album par Serg en 1973.
Bande dessinée fantastique et humoristique située dans la France de la fin du XIXe siècle, Ténébrax est un hommage à la littérature policière de cette époque et ses héros masqués. Son personnage principal éponyme est un méchant caché dans le métro de Paris qui dirige une armée de rats géants et vise à dominer le monde. Ses plans machiavéliques sont combattus et défaits par l'écrivain de romans policiers Edgar Dunor et son assistant Doum.
Première œuvre commune de Pichard et Lob, cette série entame une des collaborations les plus fructueuses de la bande dessinée francophone des années 1970.

## Publications

### Périodiques
- Ténèbrax, dans Chouchou no 1 à 10, 1964-1965[1]. Inachevé[3].
- (it) Tenebrax, dans Almanacco di Linus 1968, 1969[4], 26 p. Traduction des épisodes parus dans Chouchou et fin de l'histoire[3].
- (it) Tenebrax a milano, dans Linus no 62, mai 1970, p. 72-91[5].
  - Ténèbrax à Milan, dans Métal hurlant no 46 bis, décembre 1979, 20 p[6].

### Albums
- Ténèbrax, Serg, septembre 1973[7].